# Bart Deelkens
Bart Deelkens, né le 25 avril 1978 à Hasselt en Belgique, est un footballeur belge qui joue au poste de gardien de but.